# Veia emissária
A veia emissária é uma veia da cabeça.